# 加藤孝
加藤 孝（かとう たかし、1930年3月5日 - ）は、日本の労働官僚。元労働事務次官。

## 人物
愛知県出身。愛知一中（現在の愛知県立旭丘高等学校）、第八高等学校を経て、1950年に東京大学法学部に入学。1954年に卒業。卒業後に労働省に入省。1972年に職業安定局職業安定業務指導課長、1974年に新潟県商工労働部長、1977年に大臣官房会計課長、1979年に職業安定局失業対策部長、1982年に高齢者対応部長を経て、同年大臣官房長、1983年に職業安定局長、1986年に労働事務次官。
40年ぶりに労働基準法改正案が国会で成立した後の1989年9月に労働事務次官を退任。その後は同省顧問を経て、日本障害者雇用促進協会と全国民営職業紹介事業協会の会長を務めた。
リクルート事件に絡んで、職業安定局長時代に職業安定法の改正において求人広告の規制について法規制ではなく自主規制とすることでリクルート社へ便宜を図ったとして1989年3月8日に収賄罪容疑で逮捕された。
1992年3月24日に東京地裁で懲役2年執行猶予3年追徴金681万円の有罪判決が言い渡され確定した。